# Timrå IK
Timrå IK er en svensk ishockeyklub beliggende i Timrå i Västernorrlands län. Klubben spiller sine hjemmekampe i NHC Arena der har en tilskuerkapacitet på ca 6 000, heraf 1400 ståpladser.

## Historie
Klubben blev stiftet i 1928 under navnet Wifstavarvs IK. Man fik ishockey på programmet i 1938, hvorefter man tilbragte mange sæsoner i de næstbedste rækker kun afbrudt af sporadiske visitter i den bedste række. I 1990 fusionerede klubben med nabokubben fra Sundsvall, Sundsvall Hockey men dette ægteskab varede kun i to sæsoner. Klubben har siden 2000 befundet sig i eliteserien uden afbrydelse. Det er endnu ikke lykkedes klubben at hjemføre det svenske mesterskab, man har to finalepladser som bedste resultat.

## Danske spillere
- Frans Nielsen (2005-06)
- Peter Regin (2005-08)

## "Fredede" numre
- Nr 5 – Lennart "Lill-Strimma" Svedberg
- Nr 20 – Henrik Zetterberg (Nr. 20 er ikke officielt 'fredet' men må ikke anvendes af andre end Zetterberg.